# Monclar-sur-Losse
Monclar-sur-Losse è un comune francese di 122 abitanti situato nel dipartimento del Gers nella regione dell'Occitania.

## Società

### Evoluzione demografica
Abitanti censiti